# Under a Violet Moon
Under a Violet Moon er det andet studiealbum fra Blackmore's Night. Det blev udgivet 25. maj 1999 og vandt New Age Voice award for bedste vokalalbum dette år.
Albumomslaget er inspireret af en gammel bygade i den tyske by Rothenburg ob der Tauber.

## Spor
1. "Under a Violet Moon" (4:23) - Ritchie Blackmore/Candice Night
2. "Castles and Dreams" (3:33) - Blackmore/Night
3. "Past Time with Good Company" (3:24) - Traditionel af Henrik 8.
4. "Morning Star" (4:41) - Blackmore/Night
5. "Avalon" (3:03) - Traditional
6. "Possum Goes to Prague" (1:13) - Blackmore (Instrumental)
7. "Wind in the Willows" (4:12) - skrevet af Alan Bell (featuring John Ford som forsanger)
8. "Gone with the Wind" (5:24) - Blackmore/Night (Polyushko Pole af Lev Knipper, en populær russisk sang fra midt-30'erne)
9. "Beyond the Sunset" (3:45) - Blackmore (Instrumental)
10. "March the Heroes Home" (4:39) - Blackmore/Night
11. "Spanish Nights (I Remember It Well)" (5:23) - Traditionel
12. "Catherine Howard's Fate" (2:34) - Blackmore/Night
13. "Fool's Gold" (3:32) - Blackmore/Night
14. "Durch den Wald zum Bach Haus" (2:31) - Blackmore (Instrumental)
15. "Now and Then" (3:11) - Night (inklusiv forspil i C af J.S. Bach)
16. "Self Portrait" (3:19) - Blackmore/Ronnie James Dio (Rainbow cover)

## Personel
- Ritchie Blackmore – guitar, mandolin, bas, renæssancetrommer, tamburin
- Candice Night – vokal, tinwhistle
- John Ford – vokal, basguitar
- Miri Ben-Ari – violin
- Kevin Dunne – trommer
- Peter Rooth – bas
- Jens Johansson – keyboard
- Mark Pender - trompet
- Jason Chapman - trompet, flygelhorn
- Mr. & Mrs. Heller - drejelire